# آلکساندر مارسل
 آلکساندر مارسل (فرانسوی: Alexandre Marcel‎؛ ۱۸۶۰ – ۱۹۲۸) یک معمار اهل فرانسه بود.